# Comuna Darova, Timiș
Darova (germană Darowa, maghiară Daruvár) este o comună în județul Timiș, Banat, România, formată din satele Darova (reședința), Hodoș și Sacoșu Mare.

## Istorie
Localitatea Darova a fost înființată în 1786.

## Demografie
Componența etnică a comunei Darova
     Români (89,72%)
     Alte etnii (0,55%)
     Necunoscută (9,73%)
Componența confesională a comunei Darova
     Ortodocși (72,41%)
     Penticostali (9,79%)
     Baptiști (2,6%)
     Adventiști (1,63%)
     Creștini după evanghelie (1,11%)
     Alte religii (2,5%)
     Necunoscută (9,95%)
Conform recensământului efectuat în 2021, populația comunei Darova se ridică la 3.074 de locuitori, în creștere față de recensământul anterior din 2011, când fuseseră înregistrați 3.049 de locuitori. Majoritatea locuitorilor sunt români (89,72%), iar pentru 9,73% nu se cunoaște apartenența etnică. Din punct de vedere confesional, majoritatea locuitorilor sunt ortodocși (72,41%), cu minorități de penticostali (9,79%), baptiști (2,6%), adventiști (1,63%) și creștini după evanghelie (1,11%), iar pentru 9,95% nu se cunoaște apartenența confesională.

## Politică și administrație
Comuna Darova este administrată de un primar și un consiliu local compus din 13 consilieri. Primarul, Viorel-Aurel Cherciu[*], de la Partidul Social Democrat, este în funcție din 1 noiembrie 2024. Începând cu alegerile locale din 2024, consiliul local are următoarea componență pe partide politice:
|  | Partid                                  | Consilieri | Componența Consiliului | Componența Consiliului | Componența Consiliului | Componența Consiliului | Componența Consiliului |
|  | --------------------------------------- | ---------- | ---------------------- | ---------------------- | ---------------------- | ---------------------- | ---------------------- |
|  | Partidul Social Democrat                | 5          |                        |                        |                        |                        |                        |
|  | Alianța Dreapta Unită                   | 3          |                        |                        |                        |                        |                        |
|  | Partidul Național Liberal               | 2          |                        |                        |                        |                        |                        |
|  | Alianța pentru Unirea Românilor         | 1          |                        |                        |                        |                        |                        |
|  | Reînnoim Proiectul European al României | 1          |                        |                        |                        |                        |                        |
|  | Ciobanu Alina-Gabriela                  | 1          |                        |                        |                        |                        |                        |